# Liste d'élections en 1997
Chronologie des élections
- 1993
- 1994
- 1995
- 1996
- 1997
- 1998
- 1999
- 2000
- 2001

Cette liste recense les élections organisées durant l'année 1997. Elle inclut les élections législatives et présidentielles nationales dans les États souverains, ainsi que les référendums.

## Par continent

### Afrique
- 24 octobre : large victoire du président Liamine Zéroual aux élections communales en Algérie.

### Amérique
- 6 juillet : victoire de l'opposition mexicaine lors des élections législatives, contre le PRI.

### Asie
- 27 janvier : élection d'un président modéré en Tchétchénie : Aslan Maskhadov.
- 4 février : Benazir Bhutto est battue aux élections par Nawaz Sharif, chef de la Ligue musulmane du Pakistan (N).
- 23 mai : victoire d'un modéré aux élections en Iran, Mohammad Khatami, avec 69 % des suffrages (fin en 2001).
- 18 décembre : les conservateurs, au pouvoir depuis 40 ans, sont battus aux élections par le démocrate Kim Dae-jung en Corée du Sud, qui devient président.

### Europe
- Janvier : pendant des semaines, des centaines de milliers de Yougoslaves protestent contre la fraude électorale pratiquée par Slobodan Milošević durant les élections municipales.
- 15 juin : réélection pour 5 ans du président croate Franjo Tuđman (→ Wikipedia anglaise)
- 29 juin : victoire de l'opposition aux élections en Albanie, le président Sali Berisha est renversé, les troubles (en:Albanian civil war of 1997) s'apaisent dans le pays.
- 12 septembre :  victoire de la droite lors des élections législatives en Pologne (→ Wikipedia anglaise)